# 고리은하

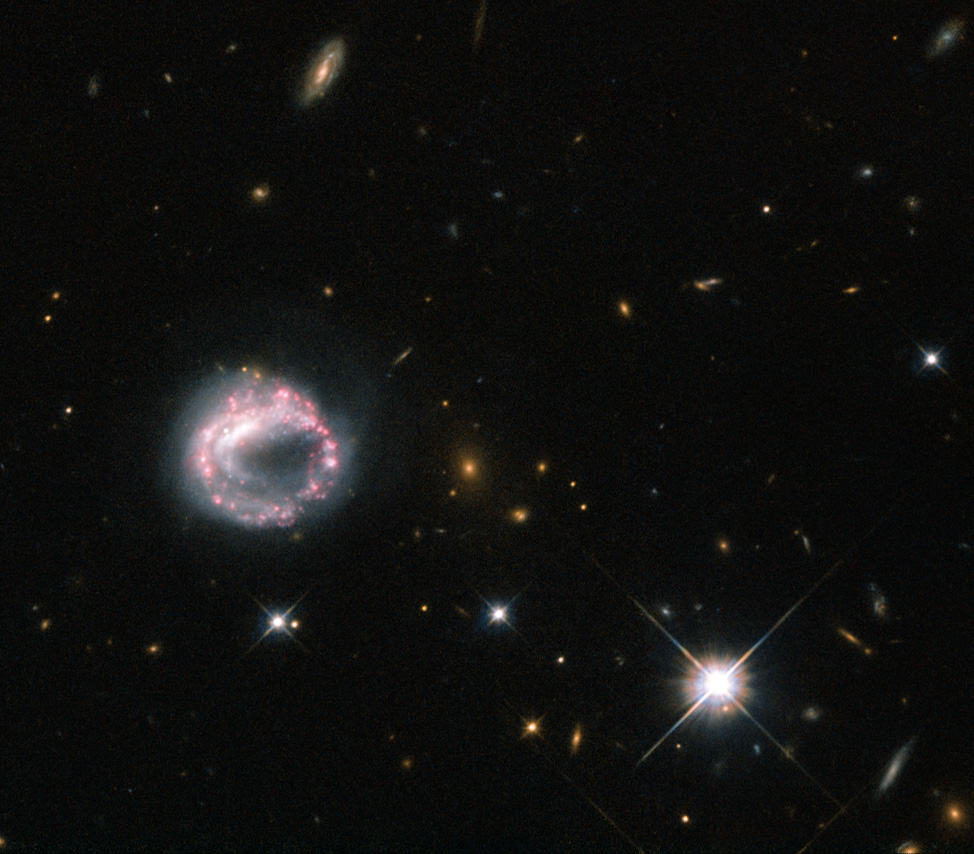
고리 은하 Zw II 28.

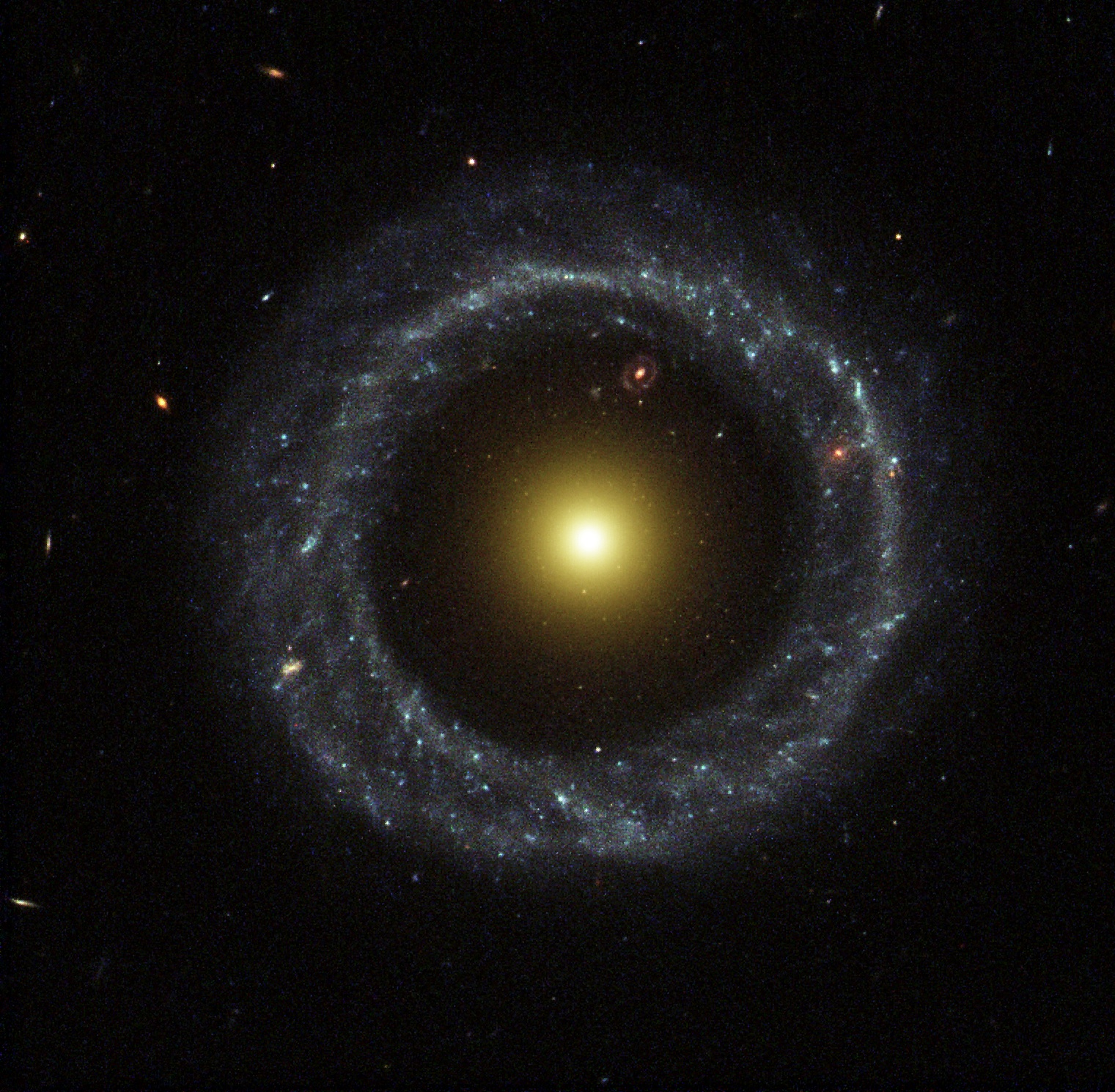
고리 은하인 호그의 천체. 이 사진에서 또다른 붉은색 고리 은하를 볼 수 있다.

고리은하(영어: Ring galaxy)는 둥근 고리로 둘러싸인 은하이다. 고리 은하의 대표적인 예로는 1950년대에 아서 앨런 호그에 의해 발견된 호그의 천체가 있다. 고리는 무겁고, 상대적으로 젊고 매우 밝은 청색 별들을 많이 포함한다. 중심 영역은 상대적으로 덜 밝은 물질들을 포함한다. 일부 천문학자들은 다른 작은 은하가 큰 은하의 중심을 통과할 때 고리 은하가 만들어진다고 여기고 있다. 은하의 대부분은 빈 공간으로 구성되어 있기 때문에, 이 "충돌"에서 별 사이의 실제 충돌이 일어나는 일은 매우 드물다. 그러나 은하의 충돌과 같은 사건에 의해 발생하는 중력적 혼란은 더 큰 은하로 이동하기 위한 별 형성 파동을 일으킬 수 있다. 다른 천문학자들은 고리가 외부의 은하가 강착되어 형성된 것이라고 생각한다. 별 형성은 충격파와 응축에 의해 강착된 물질에서 일어난다

## 같이 보기
- 상호작용 은하
- 수레바퀴 은하
- AM 0644-741
- 호그의 천체
- Arp 147
- 극고리 은하
- LEDA 1000714